# Artéria sigmóidea
As artérias sigmóideas, que são duas ou três, correm obliquamente para baixo e para a esquerda atrás do peritônio e na frente do músculo psoas maior, ureter e vasos espermáticos internos.
Seus ramos vascularizam a porção inferior do colo descendente, o colo ilíaco, e o colo sigmóideo ou pélvico; se anastomosando acima com a artéria cólica esquerda e abaixo com a artéria hemorroidária superior.